# La Zarra
La Zarra, artistnamn för Fatima-Zahra Hafdi i Montréal, född 25 augusti 1988, är en kanadensisk sångare och låtskrivare verksam i Frankrike.
Hennes föräldrar är av marockansk börd.
2016 släppte La Zarra debutsingeln "Printemps blanc", ett samarbete med den franske rapparen Niro. 2021 släpptes singeln "Tu t'en iras"som sålde platina. Samma år släppte hon debutalbumet Traîtrise.
Hon representerade Frankrike i Eurovision Song Contest 2023 i Liverpool med låten "Évidemment".